# Lidio Féliz
Lidio Andrés Féliz (* 26. Juni 1997 in Barahona) ist ein dominikanischer Leichtathlet, der sich auf den Sprint spezialisiert hat. 2021 gewann er bei den Olympischen Sommerspielen in Tokio die Silbermedaille in der Mixed-Staffel über 4-mal 400 Meter und wurde 2022 in dieser Disziplin Weltmeister.

## Sportliche Laufbahn
Erste internationale Erfahrungen sammelte Lidio Féliz im Jahr 2018, als er bei den Zentralamerika- und Karibikspielen in Barranquilla im 400-Meter-Lauf in 46,19 s den siebten Platz belegte. Im Jahr darauf schied er bei den Panamerikanischen Spielen in Lima mit 46,76 s in der ersten Runde aus, wie anschließend mit 47,45 s auch bei den Militärweltspielen in Wuhan. Dort gewann er aber mit der dominikanischen 4-mal-100-Meter-Staffel in 39,54 s die Bronzemedaille hinter den Teams aus Brasilien und dem Oman. Bei den World Athletics Relays 2021 im polnischen Chorzów wurde er in 3:17,58 min Dritter in der Mixed-Staffel hinter den Teams aus Italien und Brasilien. Anschließend nahm er mit der Mixed-Staffel an den Olympischen Sommerspielen in Tokio teil und gewann dort mit 3:10,21 min im Finale gemeinsam mit Alexander Ogando, Marileidy Paulino und Anabel Medina die Silbermedaille hinter dem Team aus Polen. 2022 siegte er in 44,83 s über 400 Meter beim Felix Sánchez Classic und anschließend in 44,64 s bei den Ibero-Amerikanischen Meisterschaften in La Nucia. Zudem siegte er dort in 3:00,98 min auch mit der 4-mal-400-Meter-Staffel. Mitte Juli siegte er in 3:09,82 min in der Mixed-Staffel bei den Weltmeisterschaften in Eugene. Zudem schied er dort mit 46,19 s im Halbfinale über 400 Meter aus. Im Jahr darauf belegte er bei den Zentralamerika- und Karibikspielen in San Salvador in 45,50 s den fünften Platz im Einzelbewerb und gewann mit der Staffel in 3:02,19 min die Bronzemedaille hinter den Teams aus Trinidad und Tobago und Barbados.
In den Jahren 2019 und 2023 wurde Féliz dominikanischer Meister im 400-Meter-Lauf.

## Persönliche Bestzeiten
- 200 Meter: 20,33 s (+0,8 m/s), 27. März 2021 in Santo Domingo
- 400 Meter: 44,64 s, 21. Mai 2022 in La Nucia